# 余の名はズシオ
『余の名はズシオ』（よのなはズシオ）は、木村太彦による日本の漫画作品。
1997年12月号の「月刊少年エース」で、読切版『余の名はズシオ』を掲載。その後、1998年8月号に『余の名はズシオ パワード』、1998年10月号に『余の名はズシオ ファイヤー!!!』を掲載し、1999年1月号から2001年1月号まで連載された。単行本全4巻。

## あらすじ
少年・ズシオは、大陸を統べている帝国の第一王位継承者だった。しかしながら家臣の反乱によりズシオは両親を殺され、王権を奪われ、お尋ね者となり、逃亡生活を続ける羽目になる。そんな中、ズシオは奪われた王権を取り戻し、王になることを決意する。しかし帝国は滅び、大陸の平和は破られた。戦乱の世の中で、ズシオ達の旅が始まる。

## 登場人物
ズシオ
主人公。かつては大陸を統べていた帝国の第一王位継承者。家臣の反乱によって両親である王と王妃を殺され、王権を奪われた。その後は王家の生き残りとして、姉のアンジュと共に、逃亡生活を送っていた。一時は諦めかけるが、アンジュに叱咤され、王になることを決意する…が、その矢先に帝国は滅亡。大陸の平和は破られてしまい、ズシオは新たな戦乱の火種となってしまう。しかし、本人は至ってマイペースで、奪われた王家を復興するために王都を目指す。
不死身の肉体を持っており、剣やら斧やら鉄球やらが刺さっても死なない（ギャグ描写ではあるが）。当初は自分のことを「僕」と呼ぶ気弱な少年だったが、王になることを決意してからは「余」と自称するようになる。常に上半身裸で、裸足でうろつく。非常にアホでハチャメチャな性格であり、そのために周りの人間を巻き込んでいるが、本人は意に介していない。実は王家の血を引いておらず、姉のアンジュが王家の血筋である。
アンジュ
王家の第一王女で、ズシオの姉。かつて、ズシオと共に逃亡生活を送っていたが、半年の間にはぐれ、生き別れになる。普段は厳しくも真面目な人間だが、ズシオが王になれなければ自分の手で殺すという程の危ない性格である。
生き別れになった後は、田舎領主に捕らえられ、砦に幽閉される。アンジュの声を聞いたズシオが助けに向かうが、アンジュは囚われのヒロインを演じるあまり、逃げるわズシオを攻撃させるわでやりたい放題。助けに向かうズシオと逃げるアンジュで砦はボロボロになり、ついには崩壊。領主から「金をやるからもう二度と来ないでくれ」と言われ、解放される。解放後は、再びズシオと共に旅に出る。:「魔眼の力」という未来予知の力を持っており、チャタレイ夫人や汁婆がズシオと出会ったのも彼女の作った計画書通りの出来事であり、偶然ではなかった。魔眼の力は使い様によっては恐ろしいものだが、アンジュはその力でたびたびズシオをおちょくっている。魔眼の力で目を合わせた人を魅入らせ、催眠状態にして操ることもできる。その力で瑠璃家をヅカキャラにしており、ヅカキャラ状態の彼女に惚れている模様。ちなみに泳げない。
周囲から「ズシオの姉」とされてはいるが、実は血の繋がりはなく、王家の血筋を引いているのはアンジュだけである。
瑠璃家（ルリィエ）
帝国滅亡から半年後、川で流れてきたズシオを拾った少女。戦争で両親を亡くしており、女1人の身で戦乱の世の中を生き抜くために自分を男と偽り、見た目も男らしくし、自分のことを「俺」と呼んでいる。ズシオを拾ったために、ズシオの逃亡の旅に巻き込まれてしまった不幸な少女。いつもズシオのアホな行動にツッコミを入れており、気苦労が絶えない。名前は長らく不明だった（誰も聞かなかった）が、蛇隠との戦い後に判明した。なお、指名手配書には「少年A」と書かれていた。
アンジュに出会ってからは、いつの間にか秘密特訓を施され（その記憶は消されている）、魔眼の力によってヅカキャラとして戦う能力を身につけさせられる。変身の呪文を唱えれば、アンジュがいなくてもヅカキャラになれる。なお、ヅカキャラとして戦っている間の記憶はないようである。ちなみに、ファーストキスの相手はアンジュである。
風雷（ふうらい）
400年前、人界をいたずらに荒らした罪で棒にされ、岩に封じられた龍の王。封じられてから400年もの間、誰もが棒となった風雷を抜けなかった…が、ズシオがあっさり抜いた。抜かれた後は人の姿に戻る。人の姿は平安時代の貴族風で、その風貌に相応しく「麿」という一人称を使用する。雷の力を操ることができ、その威力は凄まじく、山を砕くほど。髪を剣に変化させて攻撃することもできる。棒状態の時、ズシオに小便をかけられたことに腹を立て、封印から戻った後にズシオを殺そうとするが、人魚がお礼に持ってきた逆玉手箱で子供になってしまう。子供状態のために神通力も弱まり、とどめを刺されそうになるが、頑丈な棒になることで逃れる。しかし、ズシオにトイレットペーパー代わりにされそうになり、すんでのところを瑠璃家によって逃がされ、その後は棒化の呪いを解くために旅に出る。しばらくして、ズシオが使用人達と共に祝宴をしているところに巨大な亀・亀丸と共に現れる。恨みを晴らすため再びズシオを狙うが、子供状態のままなため神通力は弱く、大した攻撃もできなかった。怒った風雷は亀丸に踏み潰させようとするが、自分を助けてくれた瑠璃家の説得で、集落の安全と引き換えにズシオ1人を差し出すように命じる。ズシオは約束通り1人でやってきたが、戦いが嫌いな亀丸に逃げられ、落ち込む。それを慰めたズシオと意気投合し、共に部下に恵まれないと愚痴っていたところを、助けに来たズシオの仲間に聞かれ、ズシオ共々ボコられる。その後はズシオの仲間になり、共に旅に出る。
人の姿と棒の姿を交互に変えられ、棒状態の時は伸びることもできる。後に人魚と再会、「パンドラの玉手箱」で元に戻ることに成功。手始めにズシオを殺そうとするが、女になったズシオの前に敗れる。最後には玉手箱の効果が暴走し、老化してしまう。もう1つの玉手箱の力で、友達を助けることを願った瑠璃家により助けられる。
人魚（にんぎょ）
ズシオが海で食料として獲ってきた3匹の人魚。喋れないが、筆談で意思を伝えられる。ズシオに食われそうになるが、瑠璃家に逃がされる。その事に恩を感じ、逆玉手箱をプレゼントする。その逆玉手箱によって、風雷は若返ってしまうことになる。後にズシオ達と再会。「パンドラの玉手箱」で風雷を元に戻し、ズシオを女にしてしまう。パンドラの玉手箱の効果が暴走してしまった後は、開けた者の希望を1つだけ叶える玉手箱を与え、元に戻す。
ポヨ
ズシオが妖怪の肉を食べたことによって、ズシオの腹を割って誕生した妖怪の子供。顔に手足と尻尾が生えたような姿をしている。いつも「ポヨポヨ」と喋るため、瑠璃家によって「ポヨちゃん」と名づけられた。当初は自分を産んだズシオを慕っていたが、役人との揉め事の際に盾にされたことを恨み、ズシオを嫌っていた。その後はなんだかんだで仲は良い模様。なお、妖怪の肉は瑠璃家も食べているが、ズシオと違って不死身ではないため、腹痛に苦しむ事になった。瑠璃家はズシオが医者に行って持ってきた下剤で双子の妖怪を産んでいる。この双子がその後どこへ行ったかは不明。性別は男。
チャタレイ夫人（チャタレイふじん）
ズシオの城の使用人頭で、ズシオを育てた乳母。土偶のような面を被り、ドリルのような胸をしている。全身タイツの元使用人達「天使」（エンジェル）を率い、城から逃げ延びて森の中で暮らしていた。その優雅な物腰から、天使達からは「女神様」（ゴッデス）と呼ばれている。天使の2人がポヨを食べようと捕まえたことがきっかけで、ズシオと再会することになる。
天使（エンジェル）
全身タイツに天使の輪と羽を身につけた、怪しい集団。実はズシオの城の元使用人で、チャタレイ夫人共々城から逃げ延びていた。ちなみに男女とも同じ格好。チャタレイ夫人共々、なぜそんな怪しい格好をしているのかは不明だが、やめるつもりはないらしい。ちなみに名前が判明している者で、「桐藤」「銀次」という2人の男がいる。怪しい見かけによらず、戦闘力は高い。
桐藤（とうどう）
天使の1人。額にほくろがあり、兄貴分の貫禄を持った男。
銀次（ぎんじ）
天使の1人。頭に傷のある、ガラの悪い男。
亀丸（かめまる）
風雷の家来で、山のように巨大な亀。大人しい性格で暴力が嫌い。
汁婆（シルバー）
ズシオの愛馬。首に「汁婆」と書かれたプレートを下げている。「汁婆」とは”汁吐きかける婆さん（ニューヨーク在住）”という意味。乗馬を趣味でたしなむ。得意技は「ギロチン踵落とし」。ズシオが乗る馬を探している最中に再会した。一応馬なのだが、かなり適当な絵で描かれている。再会当初はズシオの事を思い出せず、言うことを聞かなかったが、ロック鳥にさらわれた瑠璃家とポヨを助けるために意気投合。二本足で走った方が速いという滅茶苦茶な馬。その二足歩行っぷりから、「龍馬」（りょうま）と謳われた。救出後は、ズシオの仲間として共に旅に出る。どこからともなく出す紙の板（フリップ）で意思表示ができる。汁婆はウマにして馬にあらず、通称「UMA（未確認生物）の汁婆」と呼ばれている。
シモーデル
領主。日照りで水不足の村を治めている。水不足をなんとかするため訴える手段としてズシオが取った方法は、「漫画を描くこと」。その漫画によって激怒した領主自らズシオを逮捕しに来るが、村が水不足に陥っていたことを知らされ、悔い改める。実は飲尿療法をしていた。斑足退位後は、宰相を務めることになる。
バクト
大都ヴァータリプトラの領主。非常に博打好きで、人生を博打に費やしてきたため、生半可な博打では満足できなくなっていた。そんな折、徴兵をやめさせるよう単身乗り込んできたズシオを気に入り、博打勝負を持ちかける。その内容は、「すごろくでサイコロを投げて止まったマスに書かれていることを実行する」というもの。博打に負け、名前も「ピヨピヨ」になり、領地財産全てを失うことになるが、イカレた博打に満足し、残った部下と共に去っていった。実は王族であり、斑足の退位後に王に即位することとなった。
蛇隠（ダイン）
暗殺者。忍者のような格好をしている。過去何度もズシオの命を狙い、今また部下を率いてズシオの命を狙いにやって来た。舌が2つに分かれているが、その理由は刀を舐めていたら切ってしまったため。あまり頭は良くない。魔眼の力でヅカキャラになった瑠璃家に、部下共々倒される。
おばさん&息子
華陽の正体を知ったために殺されそうになる息子と、それを手紙で知らされ心配していた母親。息子は救出後にズシオと共に華陽退治に赴くこととなる。ちなみにおばさんは狙われたアンジュの身代わりとなって変装するが、あっさりバレ、ズシオ共々アンジュの怒りを買う。斑足退位後、息子は文官として務めることになる。なお、本名も「ムスコ」の模様。
華陽夫人（かようふじん）
王都「曲女城」（カナウジ）に君臨する国王・斑足が娶った妃。その正体は長く生きた狐の妖怪。王都へやって来たズシオ一行を王城「レッドキャッスル」へと招待する。龍王である風雷とは面識があり、数100年前に一度出会っている。王家の血筋の人間の肉を食べると妖力が増大し、不老長寿になれるらしい。そのためにズシオを狙うが、彼は王家の血筋の人間でないことが判明、今度はアンジュを狙う。しかしながらアンジュの魔眼の力や駆けつけたズシオにより追い詰められ、最後は正体を現し暴れるが、ズシオにはたかれたことで彼に惚れ、王都を去る。その後、宅配便で再びズシオの前に現れる。
斑足（ハンソク）
王都「曲女城」を治めるヴァルダーラ朝の国王。華陽に惚れ込んでおり、そのために兄すら蹴落とした。華陽に甘いところ以外は真面目な人物。ズシオに遺恨を忘れて仲良くしようと持ちかける。が、華陽が「火種になる」と発言すると、あっさり死刑を言い渡すアホな人物。なお、王都は王都でもズシオの故郷ではなく、隣国の王都であり、実は何の因縁もなかった。最後はズシオに惚れた華陽に逃げられる。後には華陽を追うために退位、地方にいた兄（実はバクト、現・ピヨピヨ）が王位を継ぐことになった。その後、ズシオ達の前に再び現れ、ズシオを追ってきた華陽を賭けてズシオに決闘を申し込む。結果は敗北するが、その心意気を見た華陽により、病院へ運ばれる。
オクトパス船長（オクトパスせんちょう）
海賊船の船長。ホモ。瑠璃家により懲らしめられ、以後改心。ラズベリーを気に入っており、追いかけている。
ラズベリー
現・王子。元王子であるズシオの討伐軍を編成し、ズシオを狙う。「君ィ」（チミィ）が口癖。10年前までは、ズシオの支配する帝国の属国の王子だった。かつてはズシオと幼馴染で、ズシオを慕う間柄だった。しかしながら、アンジュとズシオの姉弟の行動によって（本人に悪気はなかったのだが）、ホモの烙印を押されてしまい、それを未だに憎んでいる。ズシオを倒したいと願っているが、ズシオと関わるといつもろくな目に遭わない。
近衛隊長
アンジュとズシオの姉弟とともに指名手配されて逃亡中の元・近衛隊長。行動の読めないズシオに振り回されている。読切版にのみ登場。

## 単行本
- 余の名はズシオ 1巻 ISBN 4-04-713325-6
- 余の名はズシオ 2巻 ISBN 4-04-713351-5
- 余の名はズシオ 3巻 ISBN 4-04-713366-3
- 余の名はズシオ 4巻 ISBN 4-04-713383-3